# Aplidium triggsense
Aplidium triggsense är en sjöpungsart som beskrevs av Kott 1963. Aplidium triggsense ingår i släktet Aplidium och familjen klumpsjöpungar. Inga underarter finns listade i Catalogue of Life.